# Leadova, Moghilău
Leadova (în ucraineană Лядова) este un sat în comuna Iarîșiv din raionul Moghilău, regiunea Vinnița, Ucraina.

## Demografie
Componența lingvistică a localității Leadova
     Ucraineană (99,63%)
     Alte limbi (0,37%)
Conform recensământului din 2001, majoritatea populației localității Leadova era vorbitoare de ucraineană (99,63%), existând în minoritate și vorbitori de alte limbi.